# Bruce Power
Bruce Power Limited Partnership är ett kanadensiskt företag. Det är ett samägt bolag mellan Cameco Corporation (31,6%), TransCanada Corporation (31,6%), BPC Generation Infrastructure Trust (31,6%), the Power Workers Union (4%) och The Society of Energy Professionals (1,2%). Företaget driver Bruce kärnkraftverk i Ontario, Kanada.